# Маркес Стерлинг, Мануэль
Мануэ́ль Ма́ркес Сте́рлинг (исп. Manuel Márquez Sterling; 28 августа 1872, Лима — 9 декабря 1934, Вашингтон) — кубинский дипломат, политик, журналист, писатель и шахматист.
Полное имя: Карлос Мануэль Агустин Маркес Стерлинг-и-Лорет де Мола (исп. Carlos Manuel Agustin Márquez Sterling y Loret de Mola).
Посол Кубы в Мексике и США, министр иностранных дел Кубы в 1933—1934 годах. В течение нескольких часов исполнял обязанности Президента Кубы (18 января 1934 года; предшественник — Карлос Эвиа, преемник — Карлос Мендиета).
Участник Парижского шахматного турнира 1900 года (набрал 1 очко из 16 возможных, разделив 15—16-е места).
Автор 15 книг на исторические, политические и шахматные темы.

## Семья
Родители — Мануэль Маркес Стерлинг-старший и Белен Лорет де Мола.
Жена — Мерседес Маркес Стерлинг-и-Сибуро (двоюродная сестра).
Племянник — Карлос Маркес Стерлинг (1898—1991), кубинский писатель, адвокат и дипломат.

## Биография
Родился в Лиме (Перу) в семье Мануэля Маркеса Стерлинга-старшего и Белен Лорет де Мола. Впоследствии семья переехала на Кубу.
В 16 лет дебютировал в качестве журналиста в изданиях «El Pueblo» («Народ») и «El Camagueyano» («Житель Камагуэя»), основанных его отцом.
Несколько лет прожил в Мериде (Мексика), где лечился от астмы. Сотрудничал с редакциями местных изданий «El Eco del Comercio» («Эхо торговли») и «La Revista de Mérida de Ajedrez» («Шахматный журнал Мериды»).
Во время революции Хосе Марти жил и работал в Мадриде (журнал «La Revista Internacional de Ajedrez» — «Международный шахматный журнал»).
Во избежание ареста переехал сначала в Мексику, потом — в США.
Работал секретарем у Гонсало де Кесады (представитель Кубы в Вашингтоне).
После подавления революции вернулся на Кубу. Работал в газетах «La Verdad» и «El Fígaro». В 1901 году основал газету «El Mundo» («Мир»), сотрудничал с газетами «La Lucha» («Борьба», 1905 г.), «El Heraldo de Cuba» («Вестник Кубы», 1913 г.), «La Nación» («Народ», 1916 г.).
Был послом в Мексике. Во время переворота 1913 г. поддерживал свергнутого президента Франсиско Мадеро. Написал ряд репортажей о событиях 1913 года в Мексике.
Во время событий сентября 1933 — января 1934 гг. выступил против президента Мачадо. 18 сентября, будучи министром иностранных дел, с 6 до 12 часов исполнял обязанности президента Кубы, после чего передал власть Карлосу Мендиете.
Был назначен послом Кубы в США, добился отмены поправки Платта. 29 мая 1934 года подписал договор с США.

## Память
В 1943 году именем Мануэля Маркеса Стерлинга была названа Школа профессиональной журналистики (исп. Escuela Profesional de Periodismo) на Кубе.